# An Evening Without Monty Python
An Evening Without Monty Python è un'opera teatrale prodotta e diretta da Eric Idle in celebrazione del 40º anniversario dei Monty Python, comprendendo sketch e canzoni dal Monty Python's Flying Circus scelti da Idle.
Lo spettacolo debuttò al Ricardo Montalbán Theatre a Los Angeles e svolto dal 23 settembre al 4 ottobre 2009. Lo spettacolo poi si trasferì a New York, dove venne esibito al The Town Hall dal 6 ottobre al 10 ottobre 2009.

## Il cast
- Jeff B. Davis
- Jane Leeves
- Alan Tudyk
- Rick Holmes
- Sarah Moon
- Joe DeNicholas
- Jim Piddock